# Carea pollex
Carea pollex är en fjärilsart som beskrevs av Kobes 1983. Carea pollex ingår i släktet Carea och familjen trågspinnare. Inga underarter finns listade i Catalogue of Life.